# 叶夫根尼·尼凡季耶夫
叶夫根尼·奥列戈维奇·尼凡季耶夫（羅馬化：Yevgeniy Olegovich Nifant'yev；1978年9月14日—）是俄罗斯政治人物，第八届国家杜马代表。
从莫斯科国立第一医科大学毕业后，尼凡季耶夫创立并领导了名为Neopharm的药房控股公司。2005年至2006年，他担任联邦医疗卫生监督局（莫斯科和莫斯科州）医疗和制药活动许可、监督和控制部门的负责人。2011年，他在俄罗斯总统的支持下被列入后备管理人员。2019年，他成为莫斯科公民商会成员。他自2021年10月起担任第八届国家杜马代表。

## 制裁
尼凡季耶夫于2022年因俄乌战争而受到英国政府制裁。